# Mosh (singolo)
Mosh è un singolo di Eminem, pubblicato nel 2004 come secondo estratto dal quinto album in studio Encore.

## La canzone
Fu commercializzata come singolo poco prima dell'uscita di Encore.
Secondo l'Internet Archive (che ospita il video):
"La sera di una tra le elezioni più calde degli ultimi tempi, è tempo di provare e di decidere chi votare. Con più di 55 milioni di votanti tra 18 e 35 anni, questo gruppo demografico forma il 36% degli americani aventi diritto a votare. E come testimoniato nel 2000, ciò arriva a chi mostra di votare il giorno dell'elezione definitiva".
"Lo scopo di questa produzione è quello di fare un video che induca i giovani a votare perché troppo spesso lo ignorano e lo considerano un esercizio irrilevante. Tutto questo serve per mostrargli che le decisioni politiche influiscono sulla loro vita quotidiana e che votare è il gesto più importante che abbiamo per esprimere le nostre opinioni e per un cambiamento effettivo. E finalmente, per insegnare e ripetere il punto se o no la gente vuole accettare questo governo, spieghiamo che ci sono forze in gioco che tentano di sopprimere i voti di giovani e minoranze".
L'obiettivo esplicato dalla canzone non è stato raggiunto. Anche se più giovani hanno mostrato di votare nel 2004 che nel 2000, la loro percentuale di voti è rimasta la stessa (17%), a causa di un incremento delle fasce di età dei votanti. Eminem avrebbe poi detto, ad un giornale irlandese, che si augurava di pubblicare il video al più presto perché, a suo avviso, prima sarebbe uscito e più giovani avrebbe indotto a votare.

## Video musicale
Il video per questo brano fu pubblicato il 26 ottobre 2004, per conto del canale televisivo Guerrilla News Network, poco prima delle elezioni presidenziali negli Stati Uniti. Tale clip è disponibile su Internet, e contiene messaggi che criticano la politica di George W. Bush. Nel video appare un personaggio molto somigliante a Lloyd Banks.
Il video è altamente stilizzato, contiene modifiche videografiche, tecniche da cartone animato, ed è realizzato con tonalità oscure.
All'inizio si sentono dei bambini che cantano in coro il Pledge of Allegiance, mentre un jet vola sopra la loro scuola. Fuori dello schermo è udito un impatto, mentre i ragazzi si siedono in classe.  Alla guida della classe, Eminem si vede mentre legge da un libro rovesciato che dice My Pet sulla copertina, mentre grida "It feels so good to be back!" (“È così bello tornare indietro!”).
Mentre parte il ritmo del brano, un personaggio animato che indossa una felpa con cappuccio, e che rappresenta il rapper di Detroit, guida un largo raduno di gente incappucciata verso la Casa Bianca. La folla appare molto scontenta del governo di George W. Bush. All'inizio la polizia tenta di dissuadere la gente dall'entrare, ma non ci riesce. Una volta dentro, le persone al seguito di Eminem iniziano a votare.
Alla fine del video, il rapper guarda la 'videocamera' e rappa "In queste ultime parole -- se dovessero argomentare -- chiediamo di essere diversi! Una volta messe da parte le nostre differenze ed unite le nostre armi, per disarmare quell'arma di distruzione di massa che chiamiamo il nostro Presidente, per il presente e per marciare verso il futuro della nostra prossima generazione, per parlare e per sentir dire:  Signor Presidente, Signor Senatore!.".
Il clip termina con la voce di Hailie che domanda   "Ragazzi, ci sentite?" , quindi si dissolve nell'oscurità, seguito dalla scritta: "VOTATE MARTEDÌ 2 NOVEMBRE".

## Versione alternativa del video
Esistono due versioni del video, quella originale in cui la folla a votare, e una "integrale" in cui la gente tenta di entrare nel Campidoglio.  A quel punto avanzano per protestare e comunicare le loro necessità alla Corte Suprema e al Congresso.

## Collaboratori
Il clip di Mosh fu prodotto, diretto e pubblicato da Ian Inaba, della Guerrilla News Network.  Il direttore artistico fu Anson Vogt, della Phong.  L'animazione fu realizzata da Hank Hoisington, di blackmustache.com, e la grafica da Steve Ogden di steveo.tv. Illustrazione ed animazioni sono di Craig Patches.
Il personaggio di Eminem fu animato da Kevin Elam, ed alcuni effetti aggiuntivi furono firmati da Mark Nicola – entrambi di kevinelam.com.  Le illustrazioni sono di Thomas Brohdal e Nicholas Sanchez.  Mosh è stato prodotto da Guerrilla News Network.
Dopo le elezioni il video fu aggiornato dopo le elezioni (forse per permettere ad MTV di mandarlo in spin rotation), con la gente che affolla il Campidoglio mentre Bush è in State of the Union Address e Dick Cheney soffre di un attacco cardiaco.